# Le Tuzan
Le Tuzan é uma comuna francesa na região administrativa da Nova Aquitânia, no departamento da Gironda. Estende-se por uma área de 18 km². Em 2010 a comuna tinha 273 habitantes (densidade: 15,2 hab./km²).